# 게이 해밀턴
게이 해밀턴(Gay Hamilton, 1943년 4월 29일 ~ )은 영국의 배우이다.
해밀턴에서 태어났다.

## 영화
- 닥터스 (2000년)
- 홀비시티 시즌1 (1999년)
- 라스트 나잇 크리스마스 (1978년)
- 결투자들 (1977년)
- 배리 린든 (1975년)